# Bohumír Kobylka
Bohumír Kobylka (23. září 1921, Česká Třebová – 15. března 1943, Mnichov) byl československý voják a příslušník výsadku Iridium.

## Mládí
Narodil se 23. září 1921 v České Třebové. Otec Libor byl vlakvedoucí, matka Marie, za svobodna Lipoldová byla v domácnosti. Měl jednoho bratra. Obecnou školu a měšťanku absolvoval v Nových Zámcích, kam se rodina v roce 1922 přestěhovala. V Nitře zahájil studium obchodní školy. Maturitu složil na Obchodní akademii v Uherském Hradišti, kam se rodina přestěhovala, když v roce 1939 opustila Slovensko.

## V exilu
Protektorát Čechy a Morava opustil 20. února 1940. Přes Slovensko a Maďarsko se dostal do Francie. Po zařazení k 1. pěšímu pluku se zúčastnil bojů o Francii. Po pádu Francie byl evakuován 12. července 1940 do Anglie. Zařazen byl k 1. pěšímu praporu. Od 24. června 1942 do 19. prosince 1943 absolvoval v rámci výcviku pro plnění zvláštních úkolů radiotelegrafický kurz a kurzy střelby a konspirace. Již v hodnosti svobodníka absolvoval další kurzy, mezi jinými i konspirační kurz pořádaný SIS.

## Nasazení
Letadlo s výsadkem Iridium odstartovalo 14. března 1943 spolu s letadlem přepravující výsadek Bronse. Nedaleko Mnichova bylo zasaženo německou protileteckou obranou. Kobylka následně zahynul v troskách letounu. Pohřben byl v Perlacherském lese u Mnichova (Friedhof am Perlacher Forst).

## Po válce
Dne 1. prosince 1945 byl in memoriam povýšen na poručíka pěchoty.

Česká republika několik let jednala s bavorskou stranou o přemístění ostatků. V dubnu 2025 ředitel odboru pro válečné veterány a válečné hroby ministerstva obrany Robert Speychal oznámil, že v nejbližší době dojde k jejich převozu do ČR.

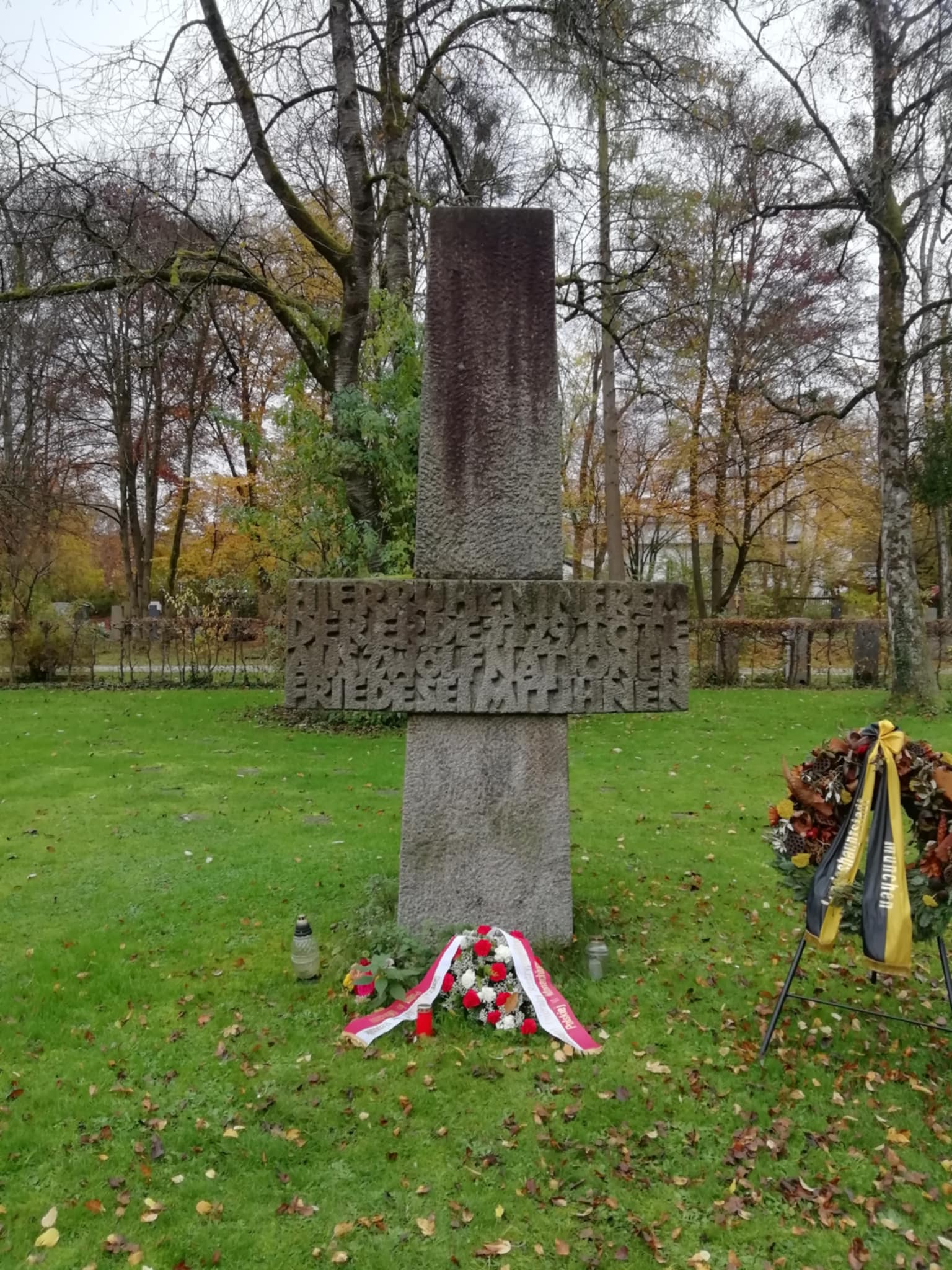
Hřbitov Perlacher Forst, Mnichov
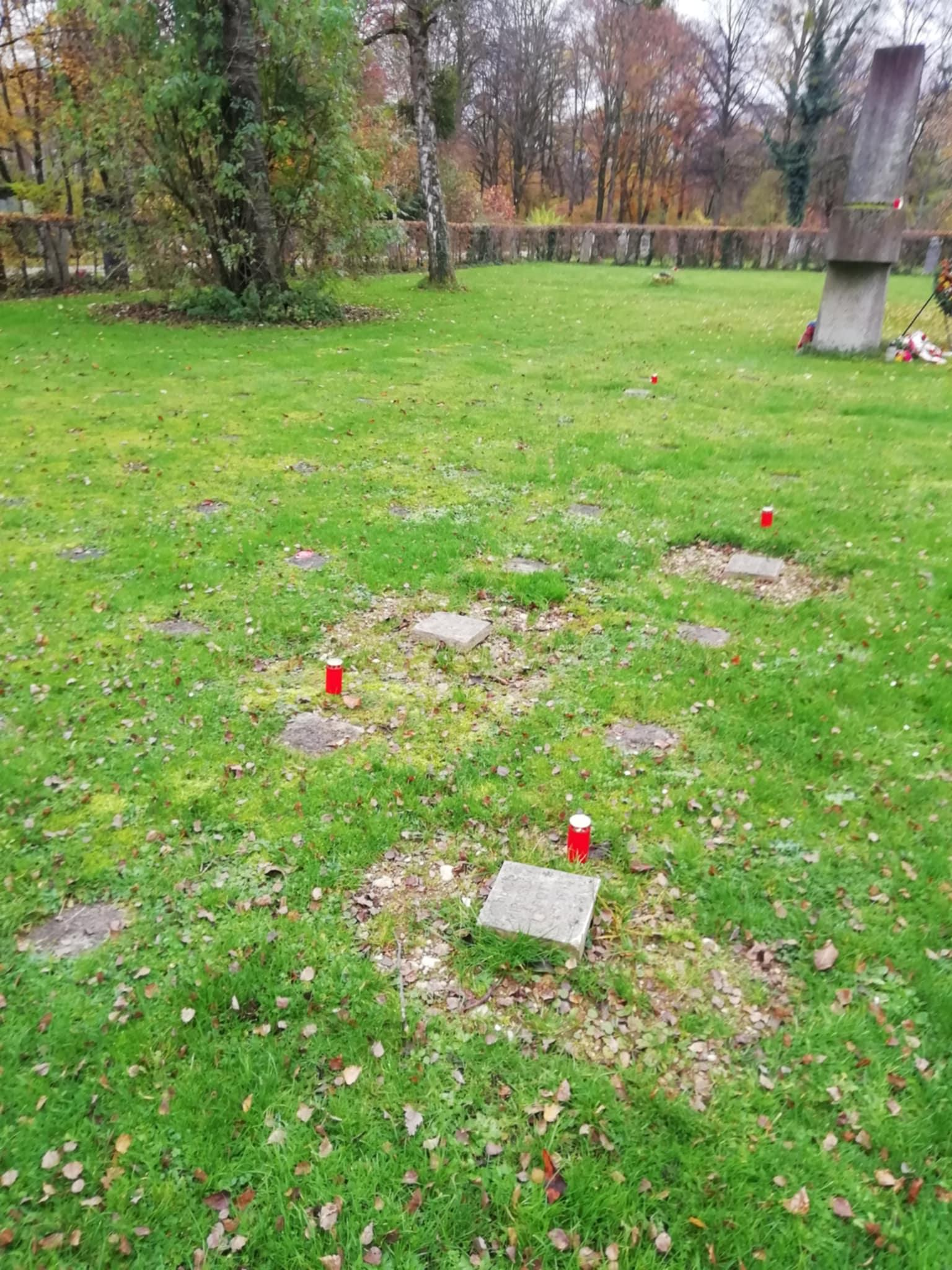
Hroby výsadků Iridium a Bronze, hřbitov Perlacher Forst, Mnichov
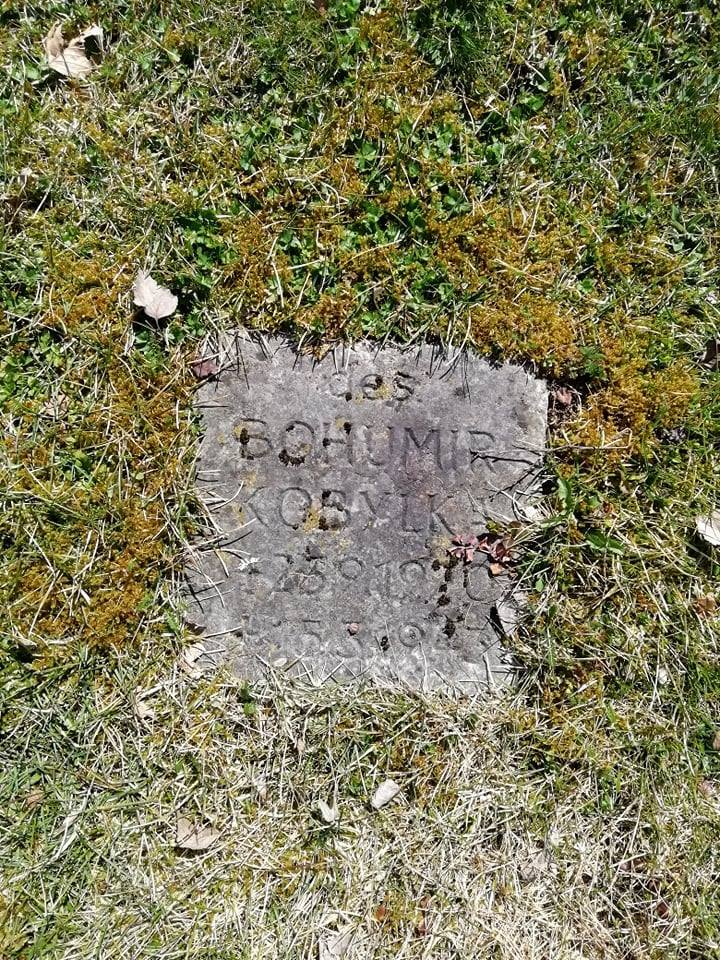
Hrob Bohumíra Kobylky na hřbitově Perlacher Forst

## Vyznamenání
- 1944 –  Pamětní medaile československé armády v zahraničí se štítky Francie a Velká Británie
- 1945 –  Československý válečný kříž 1939